# Луцій Процилій (народний трибун)
Луцій Процилій (*Lucius Procilius, прибл. 95 до н. е. —після 54 до н. е.) — політичний діяч Римської республіки.

## Життєпис
Походив з роду Проциліїв. Син Луція Процилія, монетарія 80 року до н. е. Про молоді роки немає відомостей. У 59 році до н. е. обирається квестором. У 56 році до н. е. стає народним трибуном. У 54 році до н. е. Процілій був звинувачений у підкупі виборців на преторських виборах, засуджений і був змушений піти у вигнання. Про подальшу долю немає відомостей.